# Ibrāhīm al-Mawșilī
Ibrāhīm al-Mawșilī (in arabo ابراهیم ﺍﻟﻤوصلی‎?; Kufa, 742 – Baghdad, 804) è stato un musicista persiano.
Forse il più famoso musicista musulmano, Abū Isḥāq Ibrāhīm, era di famiglia persiana (di Arrajān, nel Fārs) insediatasi a Kufa.
In gioventù i suoi genitori morirono e fu quindi allevato da uno zio. La musica e il canto lo attrassero assai più degli studi tradizionali e all'età di 20 o 23 anni, andò a Mosul, dove si unì a un gruppo di giovani scapestrati.
Dopo un anno si spostò a Rey (in lingua araba Rayy), dove incontrò un incaricato del califfo al-Manṣūr che dapprima lo indusse a studiare musica e canto a Baṣra e a Ubulla, sotto la guida dello mazdeo Juwānawayh.
La sua fama di cantante particolarmente dotato si diffuse rapidamente negli ambienti colti e il califfo al-Mahdi, figlio di al-Manṣūr, lo invitò nella sua corte di Baghdad. Qui egli rimase come musicista prediletto e apprezzato nadīm anche dei successivi califfi al-Hadī (che gli assegnò uno stipendio di 10 000 dirham mensili, oltre a varie proprietà immobiliari) e di Hārūn al-Rashīd, che lo volle accanto a sé fino alla sua morte, quando ordinò al figlio al-Maʾmūn di pronunciare in suo onore la tradizionale orazione funebre.
Fu per disposizione di Rashīd che Ibrāhīm collazionò con altri colleghi 100 tra i migliori canti che andarono a costituire la cornice del celeberrimo Kitāb al-Aghānī di Abū l-Faraj al-Iṣfahānī.
Ibrāhīm, come si può immaginare, non fu un musulmano di stretta osservanza. Due o tre volte fu bastonato e imprigionato per aver bevuto eccessivamente vino ma questo non gli impedì di conservare sempre il massimo favore da parte del califfo (anch'egli incline ai piaceri del vino).
Due dei suoi allievi furono, comprensibilmente, il figlio Isḥāq, Sulaym b. Sallām e Mukhāriq, anch'essi divenuti assai celebri, dopo di lui, nel loro tempo.